# Вртовин
Вртовин (словен. Vrtovin) — поселення на північному краю долини річки віпава в общині Айдовщина. Висота над рівнем моря: 159,3 метрів.